# Quararibea spatulata
Quararibea spatulata är en malvaväxtart som beskrevs av Adolpho Ducke. Quararibea spatulata ingår i släktet Quararibea och familjen malvaväxter. Inga underarter finns listade i Catalogue of Life.